# Copa Mundial por Equipos 2012
La Copa Mundial por Equipos 2012 es un evento de equipos nacionales de tenis. Se trata de la 35ª versión de dicho torneo, y es realizado en el Rochusclub de Düsseldorf, Alemania.
Disputado entre el 20 y el 26 de mayo de 2012, participan jugadores de Alemania, Argentina, Rusia, Japón, Estados Unidos, República Checa, Serbia y Croacia.
Esta última edición, se la quedó Serbia que venció a República Checa en la final por 3-0. Sin embargo, a partir de 2020, esta competencia se reanudó bajo un formato similar pero con otro nombre (Copa ATP).

## Preclasificación

### Grupo Rojo
| República Checa - Tomáš Berdych (#7) - Radek Štěpánek (#25) - František Čermák (#21 Dobles) | Estados Unidos - Andy Roddick (#27) - Ryan Harrison (#57) - James Blake (#98) |

| Argentina - Juan Ignacio Chela (#37) - Carlos Berlocq (#38) - Leonardo Mayer (#68) - Juan Pablo Brzezicki (#433) | Japón Wild Card - Go Soeda (#61) - Tatsuma Ito (#70) - Bumpei Sato (#785) |

### Grupo Azul
| Serbia - Janko Tipsarević (#8) - Viktor Troicki (#29) - Nenad Zimonjić (#6 Dobles) - Miki Jankovic (#887) | Alemania - Philipp Kohlschreiber (#24) - Florian Mayer (#28) - Philipp Petzschner (#93) - Christopher Kas (#22 Dobles) |

| Rusia - Alex Bogomolov Jr. (#44) - Dmitry Tursunov (#86) - Igor Kunitsyn (#87) | Croacia - Ivo Karlović (#60) - Ivan Dodig (#74) - Lovro Zovko (#89 Dobles) |

## Round Robin

### Grupo Rojo

#### Posiciones
| Pos. | País            | G | P | Partidos | Sets |
| ---- | --------------- | - | - | -------- | ---- |
| 1    | República Checa | 3 | 0 | 7-2      | 17-8 |
| 2    | Argentina       | 2 | 1 | 7-2      | 16-8 |
| 3    | Estados Unidos  | 1 | 2 | 2-7      | 6-15 |
| 4    | Japón           | 0 | 3 | 2-7      | 7-15 |

#### Argentina vs. Estados Unidos
| | Argentina                 | 3                                   | 0  | Estados Unidos |   |
| --- | ------------------------- | ----------------------------------- | -- | -------------- | - |
| Düsseldorf, Alemania 20-21 de mayo de 2012 |                           |                                     |    |                |   |
| \| 1 \| \| Carlos Berlocq \| 6 \| 6 \| \| \| 1 \| \| Andy Roddick \| 2 \| 2 \| \| \| 2 \| \| Leonardo Mayer \| 6 \| 5 \| 6 \| \| 2 \| \| Ryan Harrison \| 4 \| 7 \| 3 \| \| 3 \| \| Carlos Berlocq / Juan Ignacio Chela \| 7 \| 6 \| \| \| 3 \| \| James Blake / Ryan Harrison \| 62 \| 4 \| \| |                           |                                     |    |                |   |
| 1 | Bandera de Argentina      | Carlos Berlocq                      | 6  | 6              |   |
| 1 | Bandera de Estados Unidos | Andy Roddick                        | 2  | 2              |   |
| 2 | Bandera de Argentina      | Leonardo Mayer                      | 6  | 5              | 6 |
| 2 | Bandera de Estados Unidos | Ryan Harrison                       | 4  | 7              | 3 |
| 3 | Bandera de Argentina      | Carlos Berlocq / Juan Ignacio Chela | 7  | 6              |   |
| 3 | Bandera de Estados Unidos | James Blake / Ryan Harrison         | 62 | 4              |   |

#### República Checa vs. Japón
| | República Checa            | 2                                 | 1 | Japón |   |
| --- | -------------------------- | --------------------------------- | - | ----- | - |
| Düsseldorf, Alemania 20-21 de mayo de 2012 |                            |                                   |   |       |   |
| \| 1 \| \| Tomáš Berdych \| 6 \| 3 \| 6 \| \| 1 \| \| Go Soeda \| 1 \| 6 \| 1 \| \| 2 \| \| Radek Štěpánek \| 6 \| 4 \| 4 \| \| 2 \| \| Tatsuma Ito \| 3 \| 6 \| 6 \| \| 3 \| \| Frantisek Cermak / Radek Štěpánek \| 6 \| 7 \| \| \| 3 \| \| Tatsuma Ito / Go Soeda \| 2 \| 64 \| \| |                            |                                   |   |       |   |
| 1 | Bandera de República Checa | Tomáš Berdych                     | 6 | 3     | 6 |
| 1 | Bandera de Japón           | Go Soeda                          | 1 | 6     | 1 |
| 2 | Bandera de República Checa | Radek Štěpánek                    | 6 | 4     | 4 |
| 2 | Bandera de Japón           | Tatsuma Ito                       | 3 | 6     | 6 |
| 3 | Bandera de República Checa | Frantisek Cermak / Radek Štěpánek | 6 | 7     |   |
| 3 | Bandera de Japón           | Tatsuma Ito / Go Soeda            | 2 | 64    |   |

#### Argentina vs. Japón
| | Argentina            | 3                                         | 0  | Japón |    |
| --- | -------------------- | ----------------------------------------- | -- | ----- | -- |
| Düsseldorf, Alemania 22-23 de mayo de 2012 |                      |                                           |    |       |    |
| \| 1 \| \| Carlos Berlocq \| 6 \| 6 \| \| \| 1 \| \| Go Soeda \| 3 \| 4 \| \| \| 2 \| \| Leonardo Mayer \| 6 \| 6 \| \| \| 2 \| \| Tatsuma Ito \| 4 \| 4 \| \| \| 3 \| \| Juan Ignacio Chela / Juan Pablo Brzezicki \| 63 \| 6 \| 10 \| \| 3 \| \| Tatsuma Ito / Bumpei Sato \| 7 \| 1 \| 7 \| |                      |                                           |    |       |    |
| 1 | Bandera de Argentina | Carlos Berlocq                            | 6  | 6     |    |
| 1 | Bandera de Japón     | Go Soeda                                  | 3  | 4     |    |
| 2 | Bandera de Argentina | Leonardo Mayer                            | 6  | 6     |    |
| 2 | Bandera de Japón     | Tatsuma Ito                               | 4  | 4     |    |
| 3 | Bandera de Argentina | Juan Ignacio Chela / Juan Pablo Brzezicki | 63 | 6     | 10 |
| 3 | Bandera de Japón     | Tatsuma Ito / Bumpei Sato                 | 7  | 1     | 7  |

#### República Checa vs. Estados Unidos
| | República Checa            | 3                                 | 0  | Estados Unidos |    |
| --- | -------------------------- | --------------------------------- | -- | -------------- | -- |
| Düsseldorf, Alemania 22-23 de mayo de 2012 |                            |                                   |    |                |    |
| \| 1 \| \| Tomáš Berdych \| 6 \| 6 \| \| \| 1 \| \| Andy Roddick \| 1 \| 2 \| \| \| 2 \| \| Radek Štěpánek \| 6 \| 6 \| \| \| 2 \| \| James Blake \| 2 \| 1 \| \| \| 3 \| \| Frantisek Cermak / Radek Štěpánek \| 7 \| 5 \| 10 \| \| 3 \| \| Andy Roddick / Ryan Harrison \| 65 \| 7 \| 8 \| |                            |                                   |    |                |    |
| 1 | Bandera de República Checa | Tomáš Berdych                     | 6  | 6              |    |
| 1 | Bandera de Estados Unidos  | Andy Roddick                      | 1  | 2              |    |
| 2 | Bandera de República Checa | Radek Štěpánek                    | 6  | 6              |    |
| 2 | Bandera de Estados Unidos  | James Blake                       | 2  | 1              |    |
| 3 | Bandera de República Checa | Frantisek Cermak / Radek Štěpánek | 7  | 5              | 10 |
| 3 | Bandera de Estados Unidos  | Andy Roddick / Ryan Harrison      | 65 | 7              | 8  |

#### República Checa vs. Argentina
| | República Checa            | 2                                 | 1  | Argentina |    |
| --- | -------------------------- | --------------------------------- | -- | --------- | -- |
| Düsseldorf, Alemania 24-25 de mayo de 2012 |                            |                                   |    |           |    |
| \| 1 \| \| Tomáš Berdych \| 6 \| 62 \| 6 \| \| 1 \| \| Carlos Berlocq \| 1 \| 7 \| 3 \| \| 2 \| \| Radek Štěpánek \| 7 \| 5 \| 4 \| \| 2 \| \| Leonardo Mayer \| 64 \| 7 \| 6 \| \| 3 \| \| Frantisek Cermak / Radek Štěpánek \| 6 \| 4 \| 10 \| \| 3 \| \| Carlos Berlocq / Leonardo Mayer \| 4 \| 6 \| 3 \| |                            |                                   |    |           |    |
| 1 | Bandera de República Checa | Tomáš Berdych                     | 6  | 62        | 6  |
| 1 | Bandera de Argentina       | Carlos Berlocq                    | 1  | 7         | 3  |
| 2 | Bandera de República Checa | Radek Štěpánek                    | 7  | 5         | 4  |
| 2 | Bandera de Argentina       | Leonardo Mayer                    | 64 | 7         | 6  |
| 3 | Bandera de República Checa | Frantisek Cermak / Radek Štěpánek | 6  | 4         | 10 |
| 3 | Bandera de Argentina       | Carlos Berlocq / Leonardo Mayer   | 4  | 6         | 3  |

#### Estados Unidos vs. Japón
| | Estados Unidos            | 2                           | 1 | Japón |    |
| --- | ------------------------- | --------------------------- | - | ----- | -- |
| Düsseldorf, Alemania 24 de mayo de 2012 |                           |                             |   |       |    |
| \| 1 \| \| Andy Roddick \| 5 \| 64 \| \| \| 1 \| \| Go Soeda \| 7 \| 7 \| \| \| 2 \| \| Ryan Harrison \| 6 \| 7 \| \| \| 2 \| \| Tatsuma Ito \| 2 \| 65 \| \| \| 3 \| \| James Blake / Ryan Harrison \| 4 \| 6 \| 10 \| \| 3 \| \| Tatsuma Ito / Bumpei Sato \| 6 \| 0 \| 3 \| |                           |                             |   |       |    |
| 1 | Bandera de Estados Unidos | Andy Roddick                | 5 | 64    |    |
| 1 | Bandera de Japón          | Go Soeda                    | 7 | 7     |    |
| 2 | Bandera de Estados Unidos | Ryan Harrison               | 6 | 7     |    |
| 2 | Bandera de Japón          | Tatsuma Ito                 | 2 | 65    |    |
| 3 | Bandera de Estados Unidos | James Blake / Ryan Harrison | 4 | 6     | 10 |
| 3 | Bandera de Japón          | Tatsuma Ito / Bumpei Sato   | 6 | 0     | 3  |

### Grupo Azul

#### Posiciones
| Pos. | País     | G | P | Partidos | Sets |
| ---- | -------- | - | - | -------- | ---- |
| 1    | Serbia   | 3 | 0 | 6-3      | 12-7 |
| 2    | Alemania | 2 | 1 | 7-2      | 15-6 |
| 3    | Rusia    | 1 | 2 | 3-6      | 7-13 |
| 4    | Croacia  | 0 | 3 | 2-7      | 6-14 |

#### Alemania vs. Rusia
| | Alemania            | 3                               | 0 | Rusia |    |
| --- | ------------------- | ------------------------------- | - | ----- | -- |
| Düsseldorf, Alemania 20-21 de mayo de 2012 |                     |                                 |   |       |    |
| \| 1 \| \| Philipp Kohlschreiber \| 6 \| 6 \| \| \| 1 \| \| Alex Bogomolov, Jr. \| 0 \| 2 \| \| \| 2 \| \| Florian Mayer \| 6 \| 79 \| \| \| 2 \| \| Igor Andreev \| 2 \| 67 \| \| \| 3 \| \| Christopher Kas / Florian Mayer \| 6 \| 3 \| 10 \| \| 3 \| \| Igor Kunitsyn / Dmitry Tursunov \| 4 \| 6 \| 8 \| |                     |                                 |   |       |    |
| 1 | Bandera de Alemania | Philipp Kohlschreiber           | 6 | 6     |    |
| 1 | Bandera de Rusia    | Alex Bogomolov, Jr.             | 0 | 2     |    |
| 2 | Bandera de Alemania | Florian Mayer                   | 6 | 79    |    |
| 2 | Bandera de Rusia    | Igor Andreev                    | 2 | 67    |    |
| 3 | Bandera de Alemania | Christopher Kas / Florian Mayer | 6 | 3     | 10 |
| 3 | Bandera de Rusia    | Igor Kunitsyn / Dmitry Tursunov | 4 | 6     | 8  |

#### Serbia vs. Croacia
| | Serbia             | 2                               | 1  | Croacia |  |
| --- | ------------------ | ------------------------------- | -- | ------- |  |
| Düsseldorf, Alemania 20-21 de mayo de 2012 |                    |                                 |    |         |  |
| \| 1 \| \| Janko Tipsarević \| 6 \| 6 \| \| \| 1 \| \| Lovro Zovko \| 0 \| 0 \| \| \| 2 \| \| Viktor Troicki \| 6 \| 7 \| \| \| 2 \| \| Ivan Dodig \| 3 \| 63 \| \| \| 3 \| \| Viktor Troicki / Nenad Zimonjic \| 65 \| 64 \| \| \| 3 \| \| Ivan Dodig / Lovro Zovko \| 7 \| 7 \| \| |                    |                                 |    |         |  |
| 1 | Bandera de Serbia  | Janko Tipsarević                | 6  | 6       |  |
| 1 | Bandera de Croacia | Lovro Zovko                     | 0  | 0       |  |
| 2 | Bandera de Serbia  | Viktor Troicki                  | 6  | 7       |  |
| 2 | Bandera de Croacia | Ivan Dodig                      | 3  | 63      |  |
| 3 | Bandera de Serbia  | Viktor Troicki / Nenad Zimonjic | 65 | 64      |  |
| 3 | Bandera de Croacia | Ivan Dodig / Lovro Zovko        | 7  | 7       |  |

#### Alemania vs. Croacia
| | Alemania            | 3                                    | 0 | Croacia |            |
| --- | ------------------- | ------------------------------------ | - | ------- | ---------- |
| Düsseldorf, Alemania 22-23 de mayo de 2012 |                     |                                      |   |         |            |
| \| 1 \| \| Philipp Kohlschreiber \| 6 \| 7 \| width=7%\\| \| \| 1 \| \| Lovro Zovko \| 2 \| 62 \| \| \| 2 \| \| Florian Mayer \| 6 \| 6 \| \| \| 2 \| \| Ivan Dodig \| 1 \| 1 \| \| \| 3 \| \| Christopher Kas / Philipp Petzschner \| 6 \| 1 \| 10 \| \| 3 \| \| Ivan Dodig / Lovro Zovko \| 4 \| 6 \| 3 \| |                     |                                      |   |         |            |
| 1 | Bandera de Alemania | Philipp Kohlschreiber                | 6 | 7       | width=7%\| |
| 1 | Bandera de Croacia  | Lovro Zovko                          | 2 | 62      |            |
| 2 | Bandera de Alemania | Florian Mayer                        | 6 | 6       |            |
| 2 | Bandera de Croacia  | Ivan Dodig                           | 1 | 1       |            |
| 3 | Bandera de Alemania | Christopher Kas / Philipp Petzschner | 6 | 1       | 10         |
| 3 | Bandera de Croacia  | Ivan Dodig / Lovro Zovko             | 4 | 6       | 3          |

#### Serbia vs. Rusia
| | Serbia            | 2                               | 1 | Rusia |  |
| --- | ----------------- | ------------------------------- | - | ----- |  |
| Düsseldorf, Alemania 22-23 de mayo de 2012 |                   |                                 |   |       |  |
| \| 1 \| \| Janko Tipsarević \| 6 \| 6 \| \| \| 1 \| \| Alex Bogomolov, Jr. \| 1 \| 3 \| \| \| 2 \| \| Viktor Troicki \| 6 \| 6 \| \| \| 2 \| \| Dmitry Tursunov \| 3 \| 2 \| \| \| 3 \| \| Miki Jankovic / Nenad Zimonjic \| 5 \| 6 \| \| \| 3 \| \| Dmitry Tursunov / Igor Kunitsyn \| 7 \| 78 \| \| |                   |                                 |   |       |  |
| 1 | Bandera de Serbia | Janko Tipsarević                | 6 | 6     |  |
| 1 | Bandera de Rusia  | Alex Bogomolov, Jr.             | 1 | 3     |  |
| 2 | Bandera de Serbia | Viktor Troicki                  | 6 | 6     |  |
| 2 | Bandera de Rusia  | Dmitry Tursunov                 | 3 | 2     |  |
| 3 | Bandera de Serbia | Miki Jankovic / Nenad Zimonjic  | 5 | 6     |  |
| 3 | Bandera de Rusia  | Dmitry Tursunov / Igor Kunitsyn | 7 | 78    |  |

#### Serbia vs. Alemania
| | Serbia              | 2                                    | 1  | Alemania |   |
| --- | ------------------- | ------------------------------------ | -- | -------- | - |
| Düsseldorf, Alemania 24-25 de mayo de 2012 |                     |                                      |    |          |   |
| \| 1 \| \| Janko Tipsarević \| 6 \| 3 \| 7 \| \| 1 \| \| Philipp Kohlschreiber \| 4 \| 6 \| 5 \| \| 2 \| \| Viktor Troicki \| 78 \| 6 \| \| \| 2 \| \| Florian Mayer \| 6 \| 3 \| \| \| 3 \| \| Miki Jankovic / Nenad Zimonjic \| 4 \| 4 \| \| \| 3 \| \| Christopher Kas / Philipp Petzschner \| 6 \| 6 \| \| |                     |                                      |    |          |   |
| 1 | Bandera de Serbia   | Janko Tipsarević                     | 6  | 3        | 7 |
| 1 | Bandera de Alemania | Philipp Kohlschreiber                | 4  | 6        | 5 |
| 2 | Bandera de Serbia   | Viktor Troicki                       | 78 | 6        |   |
| 2 | Bandera de Alemania | Florian Mayer                        | 6  | 3        |   |
| 3 | Bandera de Serbia   | Miki Jankovic / Nenad Zimonjic       | 4  | 4        |   |
| 3 | Bandera de Alemania | Christopher Kas / Philipp Petzschner | 6  | 6        |   |

#### Rusia vs. Croacia
| | Rusia              | 2                               | 1  | Croacia |    |
| --- | ------------------ | ------------------------------- | -- | ------- | -- |
| Düsseldorf, Alemania 24-25 de mayo de 2012 |                    |                                 |    |         |    |
| \| 1 \| \| Alex Bogomolov, Jr. \| 6 \| 6 \| \| \| 1 \| \| Lovro Zovko \| 4 \| 2 \| \| \| 2 \| \| Igor Kunitsyn \| 60 \| 4 \| \| \| 2 \| \| Ivan Dodig \| 7 \| 6 \| \| \| 3 \| \| Igor Kunitsyn / Dmitry Tursunov \| 2 \| 6 \| 10 \| \| 3 \| \| Ivan Dodig / Lovro Zovko \| 6 \| 3 \| 3 \| |                    |                                 |    |         |    |
| 1 | Bandera de Rusia   | Alex Bogomolov, Jr.             | 6  | 6       |    |
| 1 | Bandera de Croacia | Lovro Zovko                     | 4  | 2       |    |
| 2 | Bandera de Rusia   | Igor Kunitsyn                   | 60 | 4       |    |
| 2 | Bandera de Croacia | Ivan Dodig                      | 7  | 6       |    |
| 3 | Bandera de Rusia   | Igor Kunitsyn / Dmitry Tursunov | 2  | 6       | 10 |
| 3 | Bandera de Croacia | Ivan Dodig / Lovro Zovko        | 6  | 3       | 3  |

## Final

### República Checa vs. Serbia
| | República Checa            | 0                                 | 3 | Serbia |   |
| --- | -------------------------- | --------------------------------- | - | ------ | - |
| Düsseldorf, Alemania 26 de mayo de 2012 |                            |                                   |   |        |   |
| \| 1 \| \| Tomáš Berdych \| 5 \| 68 \| \| \| 1 \| \| Janko Tipsarević \| 7 \| 710 \| \| \| 2 \| \| Radek Štěpánek \| 6 \| 4 \| 3 \| \| 2 \| \| Viktor Troicki \| 2 \| 6 \| 6 \| \| 3 \| \| Frantisek Cermak / Tomáš Berdych \| 3 \| 1 \| \| \| 3 \| \| Nenad Zimonjic / Janko Tipsarević \| 6 \| 6 \| \| |                            |                                   |   |        |   |
| 1 | Bandera de República Checa | Tomáš Berdych                     | 5 | 68     |   |
| 1 | Bandera de Serbia          | Janko Tipsarević                  | 7 | 710    |   |
| 2 | Bandera de República Checa | Radek Štěpánek                    | 6 | 4      | 3 |
| 2 | Bandera de Serbia          | Viktor Troicki                    | 2 | 6      | 6 |
| 3 | Bandera de República Checa | Frantisek Cermak / Tomáš Berdych  | 3 | 1      |   |
| 3 | Bandera de Serbia          | Nenad Zimonjic / Janko Tipsarević | 6 | 6      |   |